# Lophoptera cristigera
Lophoptera cristigera là một loài bướm đêm trong họ Noctuidae.